# Дејан Спасојевић
Дејан Спасојевић (Лозница, 19. јануара 1978) је српски књижевник, издавач, уредник и новинар.

## Биографија
Основну и средњу школу завршио је у родном месту а Правни факултет у Новом Саду. Оснивач је и директор издавачке куће и штампарије АСоглас д.о.о. у Зворнику. Истовремено главни је и одговорни уредник АСинфо портала и Дринског књижевног листа. Председник је Клуба аутора и љубитеља писане риечи АСоглас. Пише поезију, приче, драмске текстове, афоризме. Бави се новинарством. 
Организатор је Дринских књижевних сусрета и књижевног конкурса за поезију, роман, приповетку и дечју књижевност, који већ осам година окупљају књижевне ствараоце из Републике Српске, Србије, Црне Горе и Федерације Босне и Херцеговине. Приредо је неколико зборника поезије и прозе, а уредио преко 100 издања књига поезије и прозе. Био је директор Републичке дирекције за обнову и изградњу, а од марта 2024. је директор Археолошког музеја ’’Rimski municipium’’ у Скеланима, чији је оснивач Влада Републике Српске. Живи и ради у Зворнику. 
Члан Удружења књижевника Србије, Удружења драмских писаца Србије, Удружења књижевника Републике Српске и члан Матице српске.

### Дела
- Трагови, поезија и проза. заједно са Владимиром Недићем, СПКД „Просвјета“. 2008.
- Други образ, приче, „Књижевна омладина Србије“, Београд, 2011.
- Морална обавеза, драма, СПКД „Просвјета“ Зворник, 2013.
- Искра Његошеве Св(ј)ет(л)ости, СПКД „Просвјета“, Зворник, 2013.
- Чекајући пјесму, песме, АСоглас, Зворник, 2021.
- Римска вила из Municipiuma Malvesiatiuma у Скеланима , ЈУ Археолошки музеј Rimski municipium, 2023.
- Грлеће руке, песме,  АСоглас, Зворник, 2025.
- Исклесане мисли, афоризми, АСоглас, Зворник, 2025.

### Награде и признања
- Златна значка КПЗ Србије
- Награда Лукијан Мушицки УК „Сунчани брег“ из Београда за допринос развоју српске књижевности у Републици Српској;
- Друга награда за збирку прича „Други образ“ 2011. на конкурсу Књижевне омладине Србије, едиција Пегаз;
- Најбољи литерарни рад на књижевном конкурсу СПКД „Просвјета“ 2017;
- Награда СПКД „Просвјета“ за најбољу књиге године, за зборник кратких прича и зборник пјесама 2018;
- Повеља удружења „Горска вила“ из Подгорице за јачање културних и братских веза између Срба у Републици Српској и Срба у Црној Гори;
- Повеља удружења „Сјеверац“ из Подгорице за допринос сарадњи из области културе Републике Српске и Црне Горе;
- Међународна награда за изузетан допринос у култури, издаваштву и књижевности коју додељује „Art Danubius“ издавачка кућа „Ab Arte“ из Будимпеште.

### Извори
Дајана Лазаревић: Дејан Спасојевић – неуморни уредник, Култ, АСоглас, новембар, 2019.